# Sanniki (Ukraina)
Sanniki (ukr. Санники) – wieś na Ukrainie, w rejonie jaworowskim (do 2020 roku w rejonie mościskim) obwodu lwowskiego. Wieś liczy 449 mieszkańców.
W XIX wieku majątek ziemski w Sannikach należał do rodziny Sękowskich herbu Prawdzic, a przed II wojną światową był własnością Anieli z Sękowskich Ostaszewskiej (1882-1937) i jej dzieci..
W II Rzeczypospolitej do 1934 była to samodzielna gmina jednostkowa. Następnie należała do zbiorowej wiejskiej gminy Dydiatycze w powiecie mościskim w woj. lwowskim. Po II wojnie wieś weszła w struktury administracyjne Związku Radzieckiego.